# Ngā Wai Hono i te Pō
Ngā Wai Hono i te Pō (Waikato, 13 de enero de 1997) es la Reina Māori de Nueva Zelanda. Fue elevada al trono el 5 de septiembre de 2024, siendo elegida para suceder a su padre Tuheitia Paki. Su nombre completo y título es Te Arikinui Kuīni Ngā Wai Hono i te Pō. Sus títulos Te Arikinui (que significa Jefe Supremo) y Kuīni (que significa Reina) fueron otorgados cuando se convirtió en monarca. La hija menor y única hija de Tūheitia, es descendiente directa del primer rey maorí, Pōtatau Te Wherowhero, que fue instalado en 1858. Ella es la octava monarca de los Kīngitanga.
Ngā Wai Hono i te Pō nació en la familia real Kīngitanga durante el reinado de su abuela paterna Dame Te Atairangi Kaahu. Es la hija menor (y única mujer) de Kīngi Tūheitia Pōtatau Te Wherowhero VII y Makau Ariki Te Atawhai. Su primeros años estuvo impregnada de las prácticas culturales y espirituales del pueblo maorí, con un enfoque particular en las tradiciones del movimiento Kīngitanga.
En 2024, tras la muerte de su padre, Ngā Wai Hono i te Pō fue seleccionada como Reina Maorí por los Tekau-mā-rua. Su coronación tuvo lugar en Tūrangawaewae Marae, la sede de los Kīngitanga, en una ceremonia a la que asistieron líderes y dignatarios de todo el país y del Pacífico. En el mismo acto se celebró el funeral de su padre. Su ascensión fue vista como una continuación de la misión de los Kīngitanga de unificar a los maoríes y proteger sus derechos. Kuīni Ngā Wai Hono i te Pō es la segunda mujer en liderar el movimiento. Su abuela, Te Arikinui Dame Te Atairangi Kaahu, fue la monarca maorí con el reinado más prolongado, de 1966 a 2006, además de la primera mujer Reina Maorí. Por su parte, ella es la segunda monarca femenina Maorí, la reina más joven del mundo y la única mujer reinante del mundo (aunque no de un estado independiente).